# Vretens station
Vretens station i Ljunghems socken i Skövde kommun var en station vid Hjo-Stenstorps Järnväg. Stationen invigdes den 12 november 1873 och lades ner den 1 september 1967. Från början gav man stationerna vid HSJ namn efter de socknar där stationerna låg och stationen fick följaktligen namnet Ljunghem men på grund av förväxlingsrisken med stationen Linghem på östra stambanan döptes stationen om till Vreten redan 1875.
År 1877 drogs ett stickspår från Vretens station till Vretens herrgård. Huvudanledningen var att underlätta transporterna för Aktiebolaget Wretens Mejerier som hade startats 1876. Detta stickspår kom senare även att användas av Vretens sågverk som anlades 1886-87 av göteborgsfirman James Dickson & Co i anslutning till Wretens egendom, för att under ett par år exploatera ett skogsområde i närheten.